# 准大尉
准大尉（じゅんたいい、英: Subaltern）は、軍隊の階級のひとつ。

## 概説
イギリスの軍隊において、大尉以下の士官を指す表現であったが、第二次世界大戦勃発後の1941年から、補助地方義勇軍などの女性を中心に編成された部隊で使用されていた。准大尉のほかに2級准大尉（Second Subaltern）があり、それぞれ陸軍の中尉と少尉に相当した。
王立婦人陸軍でも使用されていたが、戦後の1949年に陸軍と同じ階級になったため、以降は使用されていない。この階級に叙された有名人に、大戦当時王女だったエリザベス2世がおり、「エリザベス・ウィンザー2級准大尉」の名で服務した。
大戦後の現代ではサバルタンと言った場合、ほとんどの場合ポストコロニアル理論の用語として用いられている。